# Leonardo Pavoletti
Leonardo Pavoletti (ur. 26 listopada 1988 w Livorno) – włoski piłkarz, grający na pozycji napastnika.

## Kariera piłkarska

### Kariera klubowa
Wychowanek klubów Gruppo Sportivo C.N.F.O. i Armando Picchi, w barwach którego w 2005 rozpoczął karierę piłkarską. W 2008 przeszedł do Viareggio. W sezonie 2009/10 bronił barw Pavia, a w następnym Juve Stabia i Casale. Następnie występował w klubach Virtus Lanciano, Sassuolo i Varese. 30 stycznia 2015 podpisał kontrakt z Genoą. 3 stycznia 2017 przeniósł się do Napoli. 30 sierpnia 2017 został wypożyczony do Cagliari. Po zakończeniu sezonu 2017/18 klub wykupił transfer piłkarza.

### Kariera reprezentacyjna
26 marca 2019 roku debiutował w narodowej reprezentacji Włoch w meczu przeciwko Liechtensteinu (6:0), zdobywając jedną z bramek.

## Sukcesy i odznaczenia

### Sukcesy klubowe
Sassuolo
- mistrz Serie B: 2012/13